# Cantó de Châteauneuf-sur-Charente
El cantó de Châteauneuf-sur-Charente és un cantó francès del departament del Charente, situat al districte de Cognac. Té 15 municipis i el cap és Châteauneuf-sur-Charente.

## Municipis
- Angeac-Charente
- Birac
- Bonneuil
- Bouteville
- Châteauneuf-sur-Charente
- Éraville
- Graves-Saint-Amant
- Malaville
- Mosnac
- Nonaville
- Saint-Simeux
- Saint-Simon
- Touzac
- Vibrac
- Viville

## Història
| Data d'elecció                           | Identitat        | Partit                                  | Qualitat |
| ---------------------------------------- | ---------------- | --------------------------------------- | -------- |
| 1945-1951                                | M. Boujout       | Divers gauche                           |          |
| 1951-1982                                | M. Audebert      | radical, després RI, després RPR        |          |
| 1982-1994                                | Michel Chevalier | RPR                                     |          |
| 1994-2008                                | Jacques Bobe     | Divers droite, després UDF, després UMP |          |
| 2008-                                    | Jean-Paul Zucchi | UMP                                     |          |
| les dades anteriors no són pas conegudes |                  |                                         |          |
|                                          |                  |                                         |          |